# Associazione Calcio Lecco 1932-1933
Questa pagina raccoglie le informazioni riguardanti l'Associazione Calcio Lecco nelle competizioni ufficiali della stagione 1932-1933.

## Stagione
Il Lecco ha disputato il girone A del campionato di Prima Divisione piazzandosi in terza posizione con 27 punti.

## Rosa
| N. |                   | Ruolo | Calciatore            |
| -- | ----------------- | ----- | --------------------- |
|    | Italia (bandiera) | P     | Augusto Mauri         |
|    | Italia (bandiera) | P     | Enrico Pedotti        |
|    | Italia (bandiera) | D     | Giulio Caldirola      |
|    | Italia (bandiera) | D     | Adone Mario Comotti   |
|    | Italia (bandiera) | D     | Sebastiano Durelli    |
|    | Italia (bandiera) | D     | Bruno Grampa          |
|    | Italia (bandiera) | D     | Giovanni Saverio (IV) |
|    | Italia (bandiera) | C     | Angelo Belloni        |
|    | Italia (bandiera) | C     | Carlo Bolis           |

| N. |                   | Ruolo | Calciatore       |
| -- | ----------------- | ----- | ---------------- |
|    | Italia (bandiera) | C     | Mario Corti      |
|    | Italia (bandiera) | C     | Osvaldo Corti    |
|    | Italia (bandiera) | C     | Felice Tedeschi  |
|    | Italia (bandiera) | C     | Renzo Tonani     |
|    | Italia (bandiera) | A     | Romano Buschi    |
|    | Italia (bandiera) | A     | Tullio Moretti   |
|    | Italia (bandiera) | A     | Pasquale Pedrani |
|    | Italia (bandiera) | A     | Mauro Tedeschi   |
|    | Italia (bandiera) | A     | Attilio Veroni   |